# Талто
Та́лто — крупное озеро в Моржегорском сельском поселении Виноградовского района Архангельской области (бассейн реки Северная Двина). Относится к Двинско-Печорскому бассейновому округу. 

## Физико-географическая характеристика
Площадь зеркала — 2 км². Площадь водосборного бассейна — 14,9 км². Высота над уровнем моря — 21,2 м. На северном берегу озера находится деревня Надозерье.
Крупных притоков озеро не имеет. Из озера Талто вытекает река Талто (приток Северной Двины).

### Острова
На озере есть много островов. Самый крупный — остров Большой.

## История
Ранее озеро было в составе Подвинской четверти Шенкурского уезда. На берегу озера находится стоянка середины 2-го тысячелетия до н. э. — Надозёрная-1.

## Экономика
На озере Талто планируется открыть товарное рыболовство.